# TOI-1728 b
TOI-1728 bとは、地球からきりん座の方向に約198光年離れた場所に位置するスペクトル分類がM0型の恒星（赤色矮星） TOI-1728 の周囲を公転している太陽系外惑星である。TIC 285048486 bやUCAC4 774-029023 bといった名称でも呼称されている。主星であるTOI-1728の年齢は71億年。

## 概要
| 木星 | TOI-1728 b |
| ---- | ---------- |
| 木星 | Exoplanet  |

TOI-1728 bは、トランジット法を用いたTESSによる観測データの分析で2020年に発見された太陽系外惑星である。リチャード・スコット・パーキン望遠鏡やホバート・アンド・ウィリアムス・スミス・カレッジの屋上にある0.6mの望遠鏡によってトランジットが観測された。公転周期は約3.5日である。
TOI-1728 bは地球の約5倍の大きさを持ち、質量は26.8倍のスーパー・ネプチューンとされている。これは、巨大ガス惑星と海王星の中間の大きさである。TOI-1728は質量や半径が比較的大きく、M型の赤色矮星の周囲を公転している質量の小さい海王星型惑星と質量の大きい海王星型惑星の間の境界を埋めることができるとされている。